# Блумфилд (Небраска)
Блумфилд (енгл. Bloomfield) град је у америчкој савезној држави Небраска.

## Демографија
По попису из 2010. године број становника је 1.028, што је 98 (-8,7%) становника мање него 2000. године.
| Група             | 2000.         | 2010.       |
| Белци             | 1.106 (98,2%) | 973 (94,6%) |
| Афроамериканци    | 0 (0,0%)      | 0 (0,0%)    |
| Азијати           | 1 (0,1%)      | 1 (0,1%)    |
| Хиспаноамериканци | 3 (0,3%)      | 21 (2,0%)   |
| Укупно            | 1.126         | 1.028       |